# 2023年哈薩克斯坦議會選舉
哈薩克於2023年3月19日在舉行臨時立法選舉，選舉議會成員。這是哈薩克斯坦1991年獨立以來的第九次立法選舉，也是自2016年以來議會席位的首次提前選舉。它與2023年地方選舉一起舉行。
總統托卡耶夫在2022年9月的國情咨文中宣布，在2022年1月的致命動亂之後，將於2023年上半年舉行臨時立法選舉。在此期間， 2022年憲法公投後通過了一系列法律和修正案，旨在改革哈薩克斯坦的政治制度，賦予下議院更多的議會權力，並通過混合方式分配其任務席位-自2004年以來首次出現成員多數主義代表制。